# Chrysopilus matsumurai
Chrysopilus matsumurai är en tvåvingeart som först beskrevs av Akira Nagatomi 1968.  Chrysopilus matsumurai ingår i släktet Chrysopilus och familjen snäppflugor. Inga underarter finns listade i Catalogue of Life.